# Luciano Becchio
Luciano Héctor Becchio  (* 28. Dezember 1983 in Córdoba) ist ein argentinischer Fußballspieler, der seit 2014 auf Leihbasis beim englischen Zweitligisten Rotherham United unter Vertrag steht.

## Spielerkarriere

### Die ersten Karrierestationen
Nachdem es Becchio nicht gelungen war einen Platz in der ersten Mannschaft der Boca Juniors zu bekommen, verließ er Argentinien und wechselt nach Spanien. Sein erster Verein war der RCD Mallorca, wo er jedoch in der Saison 2003/04 lediglich in der zweiten Mannschaft in der dritten spanischen Liga zum Einsatz kam. 2004/05 wurde er an den Zweitligisten Ciudad de Murcia verliehen und schaffte als Achtzehnter knapp den Klassenerhalt. 2005 wechselte er zum FC Terrassa, der im Vorjahr aus der zweiten Liga abgestiegen war und nun in der dritten Liga antrat. Zu Beginn der Saison 2006/07 unterschrieb er bei der zweiten Mannschaft des FC Barcelona, wechselte jedoch bereits Anfang Januar 2006 zu UD Mérida.

### UD Mérida
Nach fünf Toren in zwölf Spielen während der Rückrunde 2006/07 erzielte Becchio 2007/08 zweiundzwanzig Ligatreffer und schaffte damit den endgültigen Durchbruch im Profifußball. UD Mérida erreichte auch dank seiner Tore den vierten Platz in seiner Staffel, verpasste jedoch den Aufstieg in die zweite Liga durch das frühe Aus in den Play-offs.

### Leeds United
Am 1. August 2008 wechselte der 24-jährige zum englischen Drittligisten Leeds United und unterzeichnete einen Dreijahresvertrag. Nach der Entlassung von Trainer Gary McAllister im Dezember 2008 übernahm Simon Grayson den Verein und führte Leeds als Vierter in die Play-offs. Dort scheiterte die Mannschaft um Luciano Becchio (45 Spiele/15 Tore) jedoch bereits in der ersten Runde am FC Millwall. Erfolgreicher verlief für den Verein die Saison 2009/10 mit der Vizemeisterschaft hinter Norwich City, die zum direkten Aufstieg in die zweitklassige Football League Championship führte. Becchio (37 Spiele/15 Tore) konnte erneut seine Treffsicherheit unter Beweis stellen. Als Aufsteiger agierte Leeds auch dank Becchio (41 Spiele/19 Tore) in der Championship 2010/11 erfolgreich und verpasste als Siebter nur um einen Platz die Play-offs.  

### Norwich City
Am 31. Januar 2013 wechselte Becchio zum englischen Erstligisten Norwich City.